# Mauro Antonio Santaromita
Mauro Antonio Santaromita (Varese, 18 settembre 1964) è un ex ciclista su strada italiano, professionista dal 1986 al 1997.
Conseguì un solo successo da professionista, nel 1989, aggiudicandosi la classifica generale del Giro del Trentino davanti a Claudio Chiappucci. Suo fratello minore Ivan Santaromita è stato anch'egli un ciclista professionista.

## Palmarès
- 1985 (G.S. Cantagrillo Magliflex, dilettanti, una vittoria)

Giro del Montalbano
- 1989 (Pepsi Cola-Alba Cucine, una vittoria)

Classifica generale Giro del Trentino

### Altri successi
- 1997 (MG Boys Maglificio-Technogym, una vittoria)

2ª tappa Hofbräu Cup (Enzklösterle > Bad Wildbad, cronosquadre)

## Piazzamenti

### Grandi Giri
- Giro d'Italia

1986: 134º
1987: 36º
1988: 34º
1989: 36º
1990: 65º
1992: 75º
1993: 65º
1994: 53º
1995: 86º
1997: 107º
- Tour de France

1990: 131º
1991: 147º
1993: 65º
1994: 65º
- Vuelta a España

1988: 32º
1992: 87º

### Classiche monumento
- Milano-Sanremo

1991: 99º
1994: 137º
1995: 159º
1996: 146º
- Liegi-Bastogne-Liegi

1990: 90º
- Giro di Lombardia

1988: 35º
1989: 36º
1990: 70º
1993: 63º
1994: 56º
1995: 40º
1996: 47º